# 6219 Demalia
6219 Demalia è un asteroide della fascia principale. Scoperto nel 1978, presenta un'orbita caratterizzata da un semiasse maggiore pari a 2,3950479 UA e da un'eccentricità di 0,1989013, inclinata di 2,19483° rispetto all'eclittica.